# Păușești (okręg Jassy)
Păușești – wieś w Rumunii, w okręgu Jassy, w gminie Dumești. W 2011 roku liczyła 1753 mieszkańców.